# علی مدنی (تنیس‌باز)
علی مدنی یک تنیس‌باز اهل ایران است که در بازی‌های آسیایی ۱۹۷۴ در دونفره مردان همراه با کامبیز درفشی‌جوان مدال نقره گرفت. وی در اوپن آمریکا ۱۹۷۹ نیز در بخش دونفره همراه با مایک مایبرگ شرکت کرد.